# Вежайка (Кочёвский район)
Вежайка — деревня в Кочёвском районе Пермского края. Входит в состав Большекочинского сельского поселения. Располагается восточнее районного центра, села Кочёво, на левом берегу реки Вежайки. Расстояние до районного центра составляет 14 км. По данным Всероссийской переписи населения 2010 года, в деревне проживало 4 человека (2 мужчины и 2 женщины).

## История
По данным на 1 июля 1963 года, в деревне проживало 105 человек. Населённый пункт входил в состав Большекочинского сельсовета.